# 丹那隧道

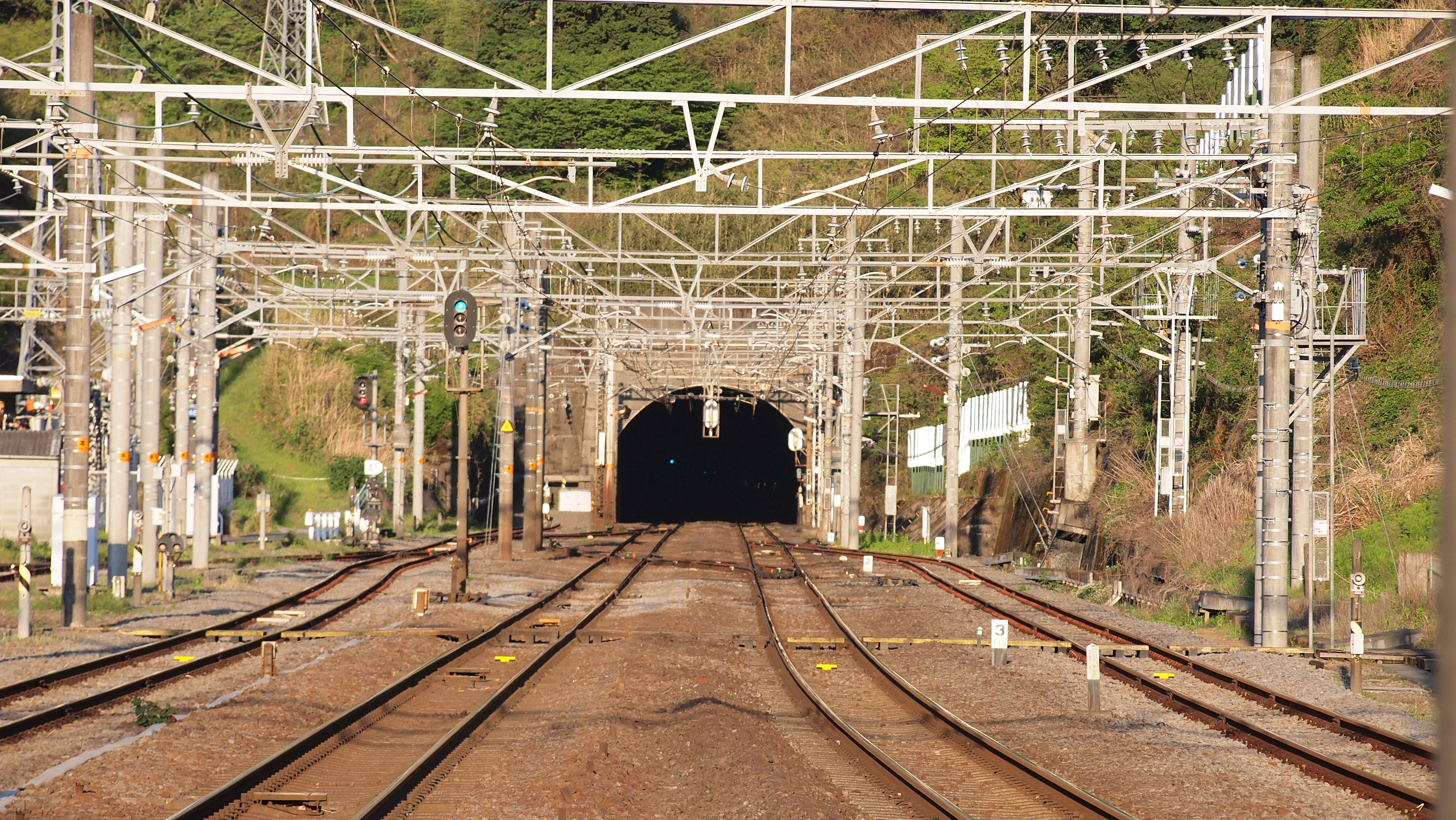
丹那隧道

丹那隧道（日語：丹那トンネル）是東海道本線位於日本靜岡縣境內的一条铁路隧道，該隧道由東海旅客鐵道負責維護。该隧道全长7.8公里。1934年3月10日，丹那隧道正式通車。丹那隧道竣工时該隧道是日本第二长的隧道。